# Tomás Bolzicco
Tomás Bolzicco (Santa Fe, Argentina; 29 de noviembre de 1994) es un futbolista argentino. Juega como delantero y su primer equipo fue Unión de Santa Fe. Actualmente milita en Alvarado de Mar del Plata de la Primera Nacional.

## Trayectoria
Tomás Bolzicco comenzó su carrera en Universidad Nacional del Litoral, club que participa en la Liga Santafesina de Fútbol, hasta que a los 17 años se sumó a Unión de Santa Fe de la mano de Nicolás Frutos, coordinador de inferiores del club.
Su debut con la camiseta tatengue se produjo el 30 de abril de 2014, cuando en el marco de la Copa Argentina, Unión cayó derrotado por penales ante Juventud Unida de San Luis. Ese día ingresó a los 29 del ST en reemplazo de Lionel Altamirano. A fines de ese año, Bolzicco fue uno de los cinco juveniles que firmó su primer contrato profesional.
Jugó también en Unión La Calera de Chile, Atlético Paraná, Sportivo Las Parejas, J.J. Urquiza, Aurora de Bolivia, Villa San Carlos, Estudiantes de Caseros (dos etapas), Macará de Ecuador, Reggina de Italia, Città di Fasano de Italia y 
Sanremese de Italia.

## Clubes
- Actualizado al 17 de agosto de 2025

| Club                           | Div.                | Temporada           | Liga | Liga | Copa Nacional | Copa Nacional | Copa Internacional | Copa Internacional | Total | Total |
| Club                           | Div.                | Temporada           | PJ   | G    | PJ            | G             | PJ                 | G                  | PJ    | G     |
| ------------------------------ | ------------------- | ------------------- | ---- | ---- | ------------- | ------------- | ------------------ | ------------------ | ----- | ----- |
| Unión Argentina                | 2.ª                 | 2013/14             | 1    | 0    | 1             | 0             | -                  | -                  | 2     | 0     |
| Unión Argentina                | 2.ª                 | 2014                | 2    | 0    | -             | -             | -                  | -                  | 2     | 0     |
| Unión Argentina                | 1.ª                 | 2015                | 2    | 0    | 0             | 0             | -                  | -                  | 2     | 0     |
| Unión Argentina                | 1.ª                 | 2016                | 3    | 0    | 0             | 0             | -                  | -                  | 3     | 0     |
| Unión Argentina                | Total               | Total               | 8    | 0    | 1             | 0             | -                  | -                  | 9     | 0     |
| Unión La Calera · Chile        | 2.ª                 | 2016/17             | 6    | 0    | 1             | 0             | -                  | -                  | 7     | 0     |
| Unión La Calera · Chile        | Total               | Total               | 6    | 0    | 1             | 0             | -                  | -                  | 7     | 0     |
| Atlético Paraná Argentina      | 2.ª                 | 2016/17             | 9    | 1    | -             | -             | -                  | -                  | 9     | 1     |
| Atlético Paraná Argentina      | Total               | Total               | 9    | 1    | -             | -             | -                  | -                  | 9     | 1     |
| Sportivo Las Parejas Argentina | 3.ª                 | 2017/18             | 27   | 3    | 2             | 0             | -                  | -                  | 29    | 3     |
| Sportivo Las Parejas Argentina | Total               | Total               | 27   | 3    | 2             | 0             | -                  | -                  | 29    | 3     |
| J.J. Urquiza Argentina         | 3.ª                 | 2018/19             | 27   | 8    | -             | -             | -                  | -                  | 27    | 8     |
| J.J. Urquiza Argentina         | Total               | Total               | 27   | 8    | -             | -             | -                  | -                  | 27    | 8     |
| Aurora · Bolivia               | 1.ª                 | 2019                | 16   | 3    | -             | -             | -                  | -                  | 16    | 3     |
| Aurora · Bolivia               | Total               | Total               | 16   | 3    | -             | -             | -                  | -                  | 16    | 3     |
| Villa San Carlos Argentina     | 3.ª                 | 2019/20             | 7    | 1    | -             | -             | -                  | -                  | 7     | 1     |
| Villa San Carlos Argentina     | Total               | Total               | 7    | 1    | -             | -             | -                  | -                  | 7     | 1     |
| Estudiantes (BA) Argentina     | 2.ª                 | 2020                | 11   | 3    | -             | -             | -                  | -                  | 11    | 3     |
| Estudiantes (BA) Argentina     | 2.ª                 | 2021                | 31   | 8    | 1             | 0             | -                  | -                  | 32    | 8     |
| Estudiantes (BA) Argentina     | 2.ª                 | 2022                | 21   | 3    | -             | -             | -                  | -                  | 21    | 3     |
| Estudiantes (BA) Argentina     | 2.ª                 | 2023                | 32   | 5    | 0             | 0             | -                  | -                  | 32    | 5     |
| Estudiantes (BA) Argentina     | Total               | Total               | 95   | 19   | 1             | 0             | -                  | -                  | 96    | 19    |
| Macará · Ecuador               | 1.ª                 | 2022                | 12   | 1    | -             | -             | -                  | -                  | 12    | 1     |
| Macará · Ecuador               | Total               | Total               | 12   | 1    | -             | -             | -                  | -                  | 12    | 1     |
| Reggina · Italia               | 4.ª                 | 2023/24             | 26   | 4    | -             | -             | -                  | -                  | 26    | 4     |
| Reggina · Italia               | Total               | Total               | 26   | 4    | -             | -             | -                  | -                  | 26    | 4     |
| Città di Fasano · Italia       | 4.ª                 | 2024/25             | 12   | 0    | 1             | 0             | -                  | -                  | 13    | 0     |
| Città di Fasano · Italia       | Total               | Total               | 12   | 0    | 1             | 0             | -                  | -                  | 13    | 0     |
| Sanremese · Italia             | 4.ª                 | 2024/25             | 1    | 0    | -             | -             | -                  | -                  | 1     | 0     |
| Sanremese · Italia             | Total               | Total               | 1    | 0    | -             | -             | -                  | -                  | 1     | 0     |
| Alvarado Argentina             | 2.ª                 | 2025                | 26   | 4    | -             | -             | -                  | -                  | 26    | 4     |
| Alvarado Argentina             | Total               | Total               | 26   | 4    | -             | -             | -                  | -                  | 26    | 4     |
| Total en su carrera            | Total en su carrera | Total en su carrera | 272  | 44   | 6             | 0             | -                  | -                  | 278   | 44    |

## Palmarés
| Título                     | Club              | País      | Año  |
| -------------------------- | ----------------- | --------- | ---- |
| Ascenso a Primera División | Unión de Santa Fe | Argentina | 2014 |